# Hopelessness
Hopelessness je studiové album zpěvačky Antony Hegarty, první vydané pod pseudonymem Anohni. Vyšlo v květnu 2016 (vydavatelství Secretly Canadian a Rough Trade Records) a kromě zpěváka se na produkci nahrávky podíleli Hudson Mohawke, Oneohtrix Point Never a Paul Corley. Autorsky se na písních kromě zpěváka podíleli Hudson Mohawke a Oneohtrix Point Never.

## Seznam skladeb
1. „Drone Bomb Me“ – 4:10
2. „4 Degrees“ – 3:51
3. „Watch Me“ – 3:26
4. „Execution“ – 3:38
5. „I Don't Love You Anymore“ – 5:00
6. „Obama“ – 4:11
7. „Violent Men“ – 2:10
8. „Why Did You Separate Me from the Earth?“ – 3:36
9. „Crisis“ – 4:42
10. „Hopelessness"“ – 3:54
11. „Marrow“ – 3:01